# Treat Huey
Treat Conrad Huey (Washington DC, 28 de agosto de 1985) é um tenista profissional filipino-estadunidense, que representa as Filipinas.

## Masters 1000 finais

### Duplas: 1 (1 vice)
| Posição | Ano  | Campeonato   | Piso | Parceiro       | Oponentes            | Placar           |
| ------- | ---- | ------------ | ---- | -------------- | -------------------- | ---------------- |
| Vice    | 2013 | Indian Wells | Duro | Jerzy Janowicz | Bob Bryan Mike Bryan | 3–6, 6–3, [6–10] |

## ATP finals

### Duplas: 13 (4 títulos, 9 vices)
| Legenda                           |
| --------------------------------- |
| Grand Slam (0–0)                  |
| ATP World Tour Finals (0–0)       |
| ATP World Tour Masters 1000 (0–1) |
| ATP World Tour 500 Series (2–1)   |
| ATP World Tour 250 Series (2–7)   |

| Finais por Piso |
| --------------- |
| Duro (2–5)      |
| Saibro (1–3)    |
| Grama (1–1)     |

| Posição | N. | Data             | Torneio                                                  | Piso     | Parceiro         | Oponentes                              | Placar                     |
| ------- | -- | ---------------- | -------------------------------------------------------- | -------- | ---------------- | -------------------------------------- | -------------------------- |
| Vice    | 1. | Julho 31, 2011   | Farmers Classic, Los Angeles, California, EUA            | Duro     | Somdev Devvarman | Mark Knowles Xavier Malisse            | 6–7(3–7), 6–7(10–12)       |
| Vice    | 2. | Anril 15, 2012   | U.S. Men's Clay Court Championships, Houston, Texas, EUA | Saibro   | Dominic Inglot   | James Blake Sam Querrey                | 6–7(14–16), 4–6            |
| Vice    | 3. | Junho 17, 2012   | Gerry Weber Open, Halle, Alemanha                        | Grama    | Scott Lipsky     | Aisam-ul-Haq Qureshi Jean-Julien Rojer | 3–6, 4–6                   |
| Campeão | 1. | Agosto 5, 2012   | Citi Open, Washington DC, EUA                            | Duro     | Dominic Inglot   | Kevin Anderson Sam Querrey             | 7–6(7–5), 6–7(7–9), [10–5] |
| Vice    | 4. | Outubro 28, 2012 | Swiss Indoors, Basel, Suíça                              | Duro (i) | Dominic Inglot   | Daniel Nestor Nenad Zimonjić           | 5–7, 7–6(7–4), [5–10]      |
| Vice    | 5. | 16 Março 2013    | BNP Paribas Open, Indian Wells, EUA                      | Duro     | Jerzy Janowicz   | Bob Bryan Mike Bryan                   | 3–6, 6–3, [6–10]           |
| Vice    | 6. | 25 Maio 2013     | Power Horse Cup, Düsseldorf, Alemanha                    | Saibro   | Dominic Inglot   | Andre Begemann Martin Emmrich          | 5–7, 2–6                   |
| Vice    | 7. | 24 Agosto 2013   | Winston-Salem Open, Winston-Salem, EUA                   | Duro     | Dominic Inglot   | Daniel Nestor Leander Paes             | 6-7(10-12), 5-7            |
| Campeão | 2. | Outubro 27, 2013 | Swiss Indoors, Basel, Suíça                              | Duro (i) | Dominic Inglot   | Julian Knowle Oliver Marach            | 6-3, 3-6, [10-4]           |
| Campeão | 3. | Junho 20, 2014   | Aegon International, Eastbourne, Inglaterra              | Grama    | Dominic Inglot   | Alexander Peya Bruno Soares            | 7-5, 5-7, [10-8]           |
| Vice    | 8. | Outubro 19, 2014 | If Stockholm Open, Estocolmo, Suécia                     | Duro (i) | Jack Sock        | Eric Butorac Raven Klaasen             | 4-6, 3-6                   |
| Vice    | 9. | Abril 12, 2015   | U.S. Men's Clay Court Championships, Houston, EUA        | Saibro   | Scott Lipsky     | Ričardas Berankis Teymuraz Gabashvili  | 4-6, 4-6                   |
| Campeão | 4. | Maio 3, 2015     | Estoril Open, Cascais, Portugal                          | Saibro   | Scott Lipsky     | Marc López David Marrero               | 6-1,6-4                    |